# Seminars in Oncology
Seminars in Oncology, abgekürzt Semin. Oncol., ist eine wissenschaftliche Fachzeitschrift, die vom Elsevier-Verlag veröffentlicht wird. Derzeit erscheint die Zeitschrift mit sechs Ausgaben im Jahr. Es werden Übersichtsarbeiten zur Diagnose und Behandlung von Patienten mit Krebs veröffentlicht.
Der Impact Factor lag im Jahr 2015 bei 3,954. Nach der Statistik des ISI Web of Knowledge wird das Journal mit diesem Impact Factor in der Kategorie Onkologie an 60. Stelle von 213 Zeitschriften geführt.